# Centrul istoric al Odesei
Centrul istoric al Odesei (în ucraineană Історичний центр Одеси, transliterat: Istorîcinîi țentr Odesî) este regiunea istorică a orașului Odesa din Ucraina și un obiectiv din Lista patrimoniului mondial UNESCO începând cu 2023. Se află de asemenea pe Lista patrimoniului mondial în pericol din cauza invaziei ruse în Ucraina.

## Descriere
Centrul istoric este amplasat pe un versant domol cu expoziție maritimă. Orașul a fost fondat în 1794 printr-o decizie strategică a Ecaterinei a II-a a Rusiei de a construi un port cu apă caldă ca urmare a războiului ruso-turc din 1787-1792. Nucleul orașului, construit pe locul unei cetăți turcești, a fost planificat de un inginer militar.
Dezvoltarea rapidă a orașului pe parcursul sec. al XIX-lea s-a datorat activității portului, politicilor favorabile ale guvernatorilor și statutului de oraș-port liber din 1819 până în 1859. Comerțul a atras oameni diverși care au format comunități multietnice și multiculturale, transformând Odesa într-un oraș cosmopolit. Ritmul intens de dezvoltare, bogăția generată de comerț și multiculturalismul au influențat expresia arhitecturală a orașului și varietatea de stiluri, care încă sunt conservate în peisajul urban.
Centrul istoric al Odesei este o rețea de străzi spațioase mărginite de copaci. Este amplasat pe ambele jumătăți longitudinale ale unei râpe perpendiculare litoralului maritim. Clădirile sunt relativ joase. Cele mai importante obiective sunt bulevardul Prîmorskîi⁠(d) cu scările Potiomkin⁠(d) care coboară spre țărm, ansamblul Teatrului de Operă și Balet din Odesa⁠(d) și scuarul „Palais-Royal”⁠(d). Urbanismul și arhitectura Odesei sunt caracteristice și altor orașe din fostele imperii Rus și Austro-Ungar, însă în Odesa acestea reflectă o diversitate a stilurilor mult mai bogată.

## Statut UNESCO
Situl a fost înaintat drept candidat pe lista patrimoniului mondial UNESCO la 6 ianuarie 2009. Cererea a fost depusă de Ministerul Culturii și Turismului din Ucraina, fiind atribuite criteriile i, ii, iii, iv și v. Printr-o procedură extraordinară, în ianuarie 2023 obiectivul a fost acceptat în Lista patrimoniului mondial și a fost imediat adăugat și în Lista patrimoniului mondial în pericol.

## Obiective turistice

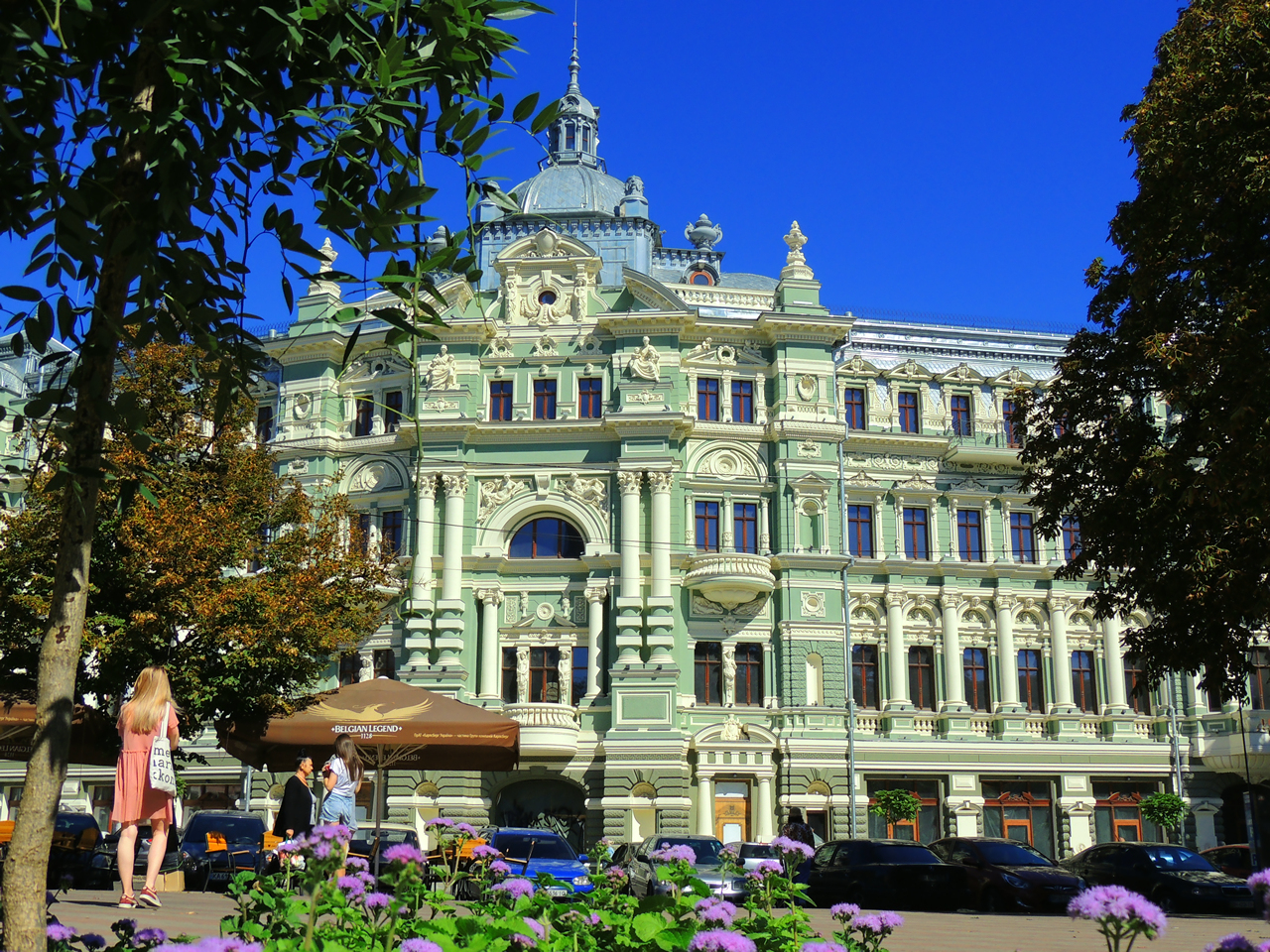
Casa Russov
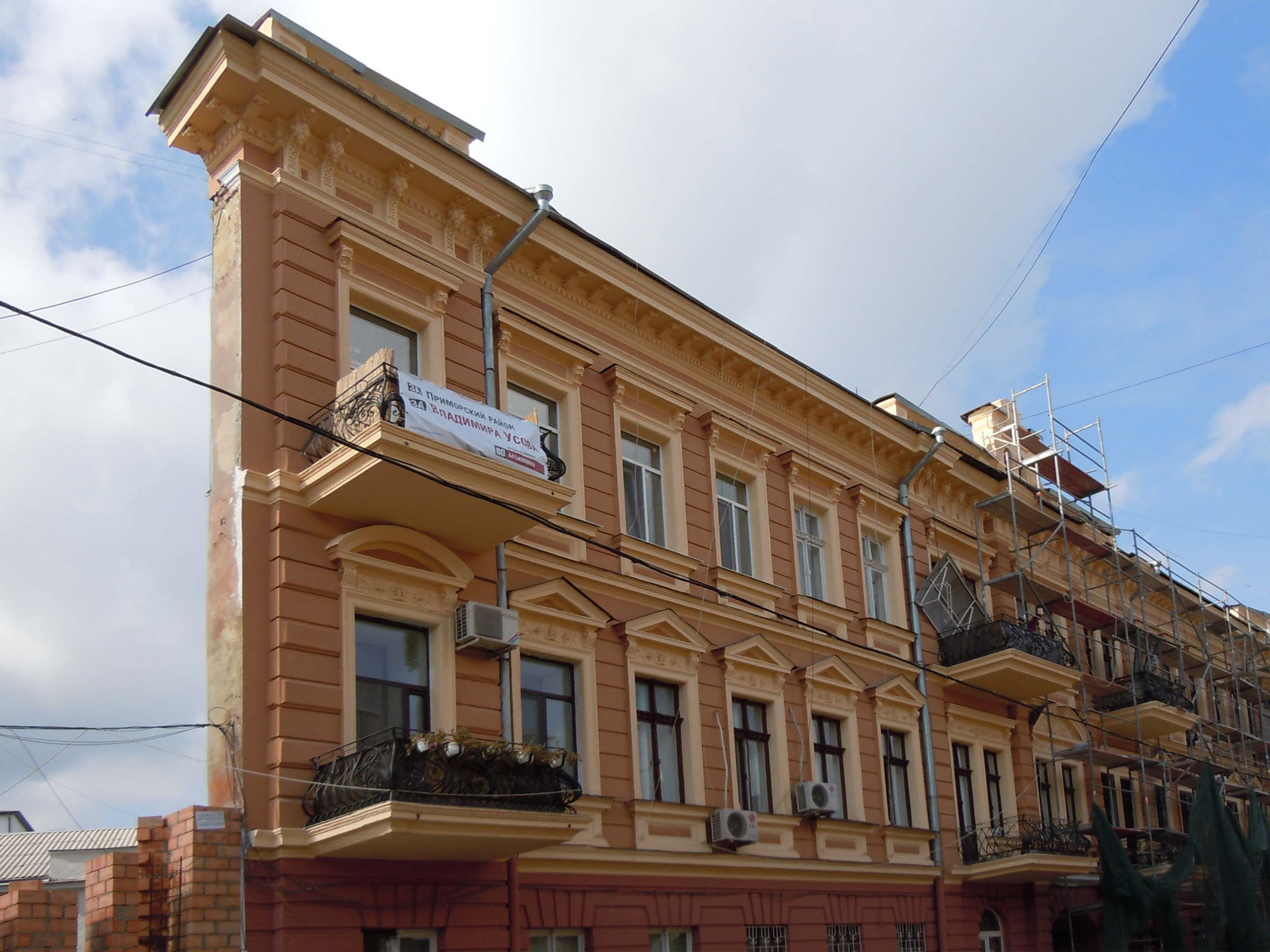
Casa-Zid
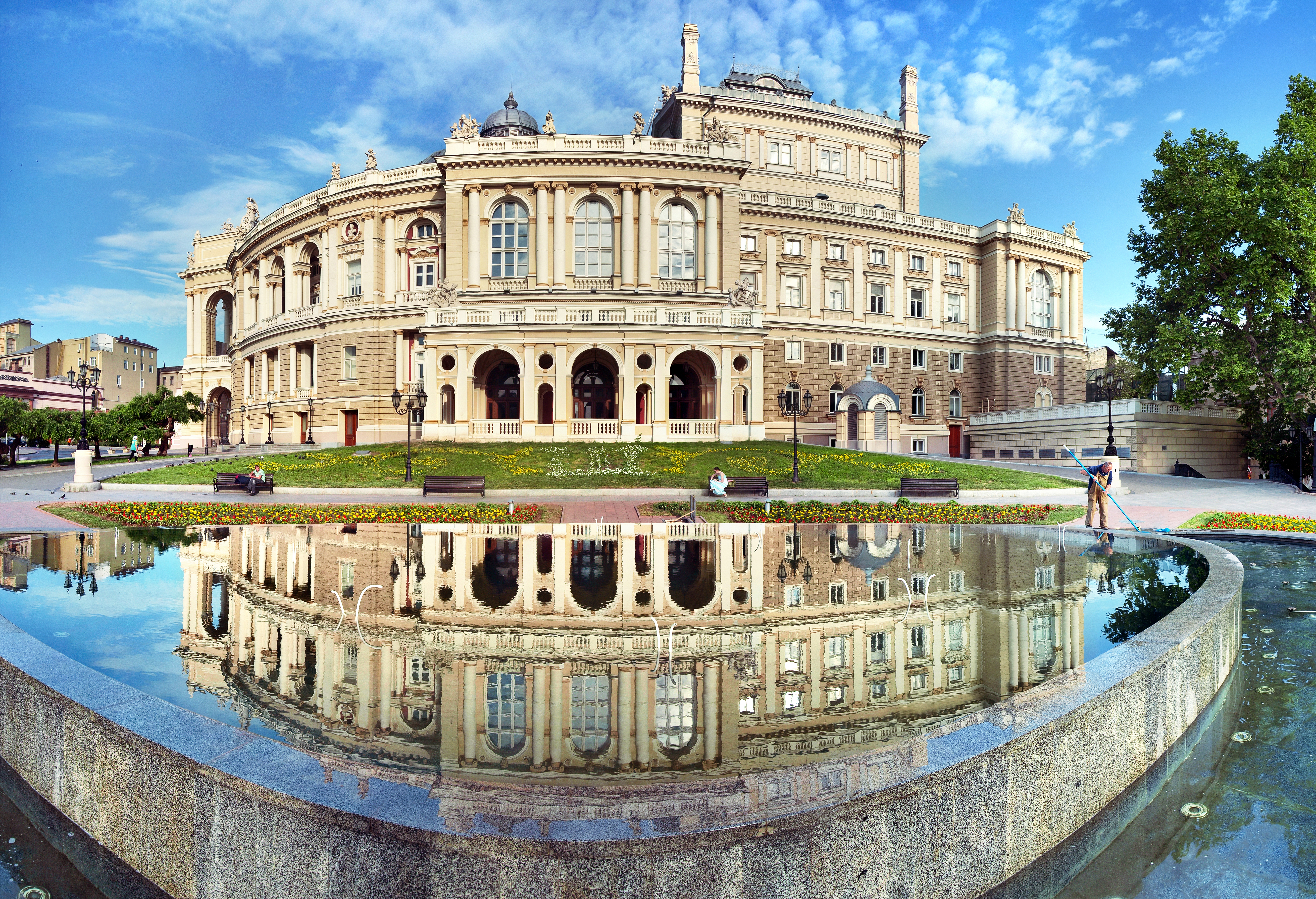
Clădirea Operei
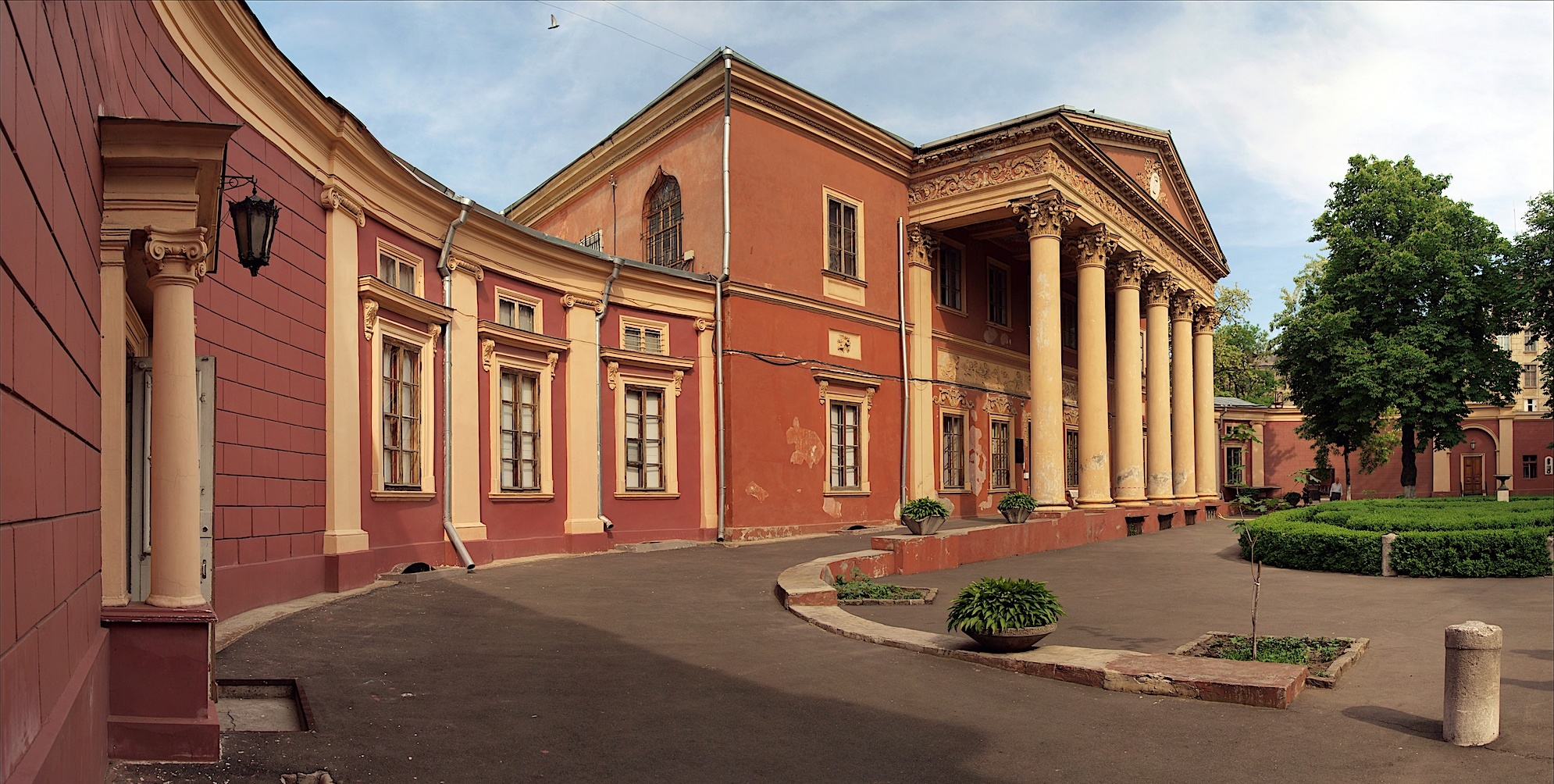
Palatul Potocki
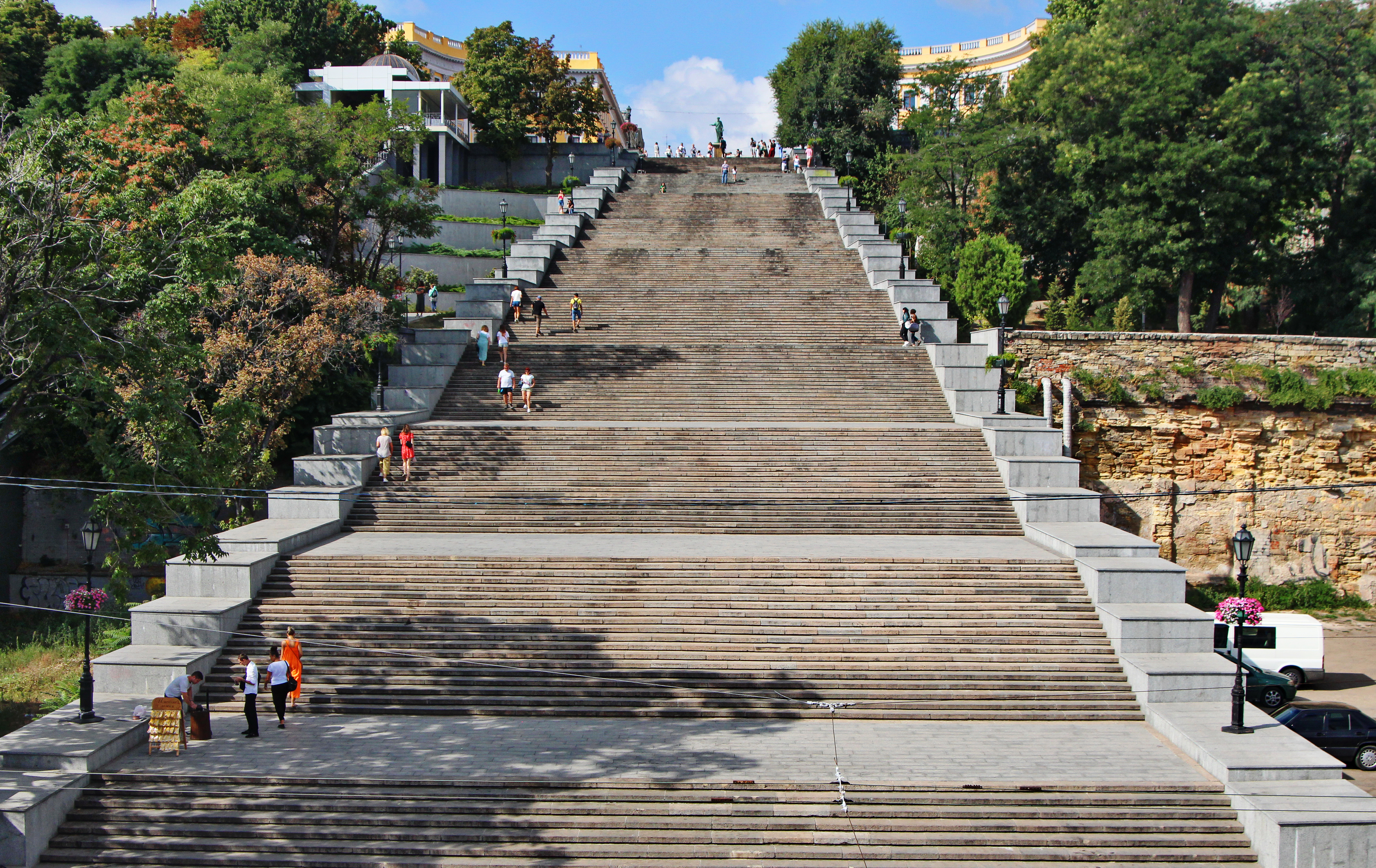
Scările Potiomkin
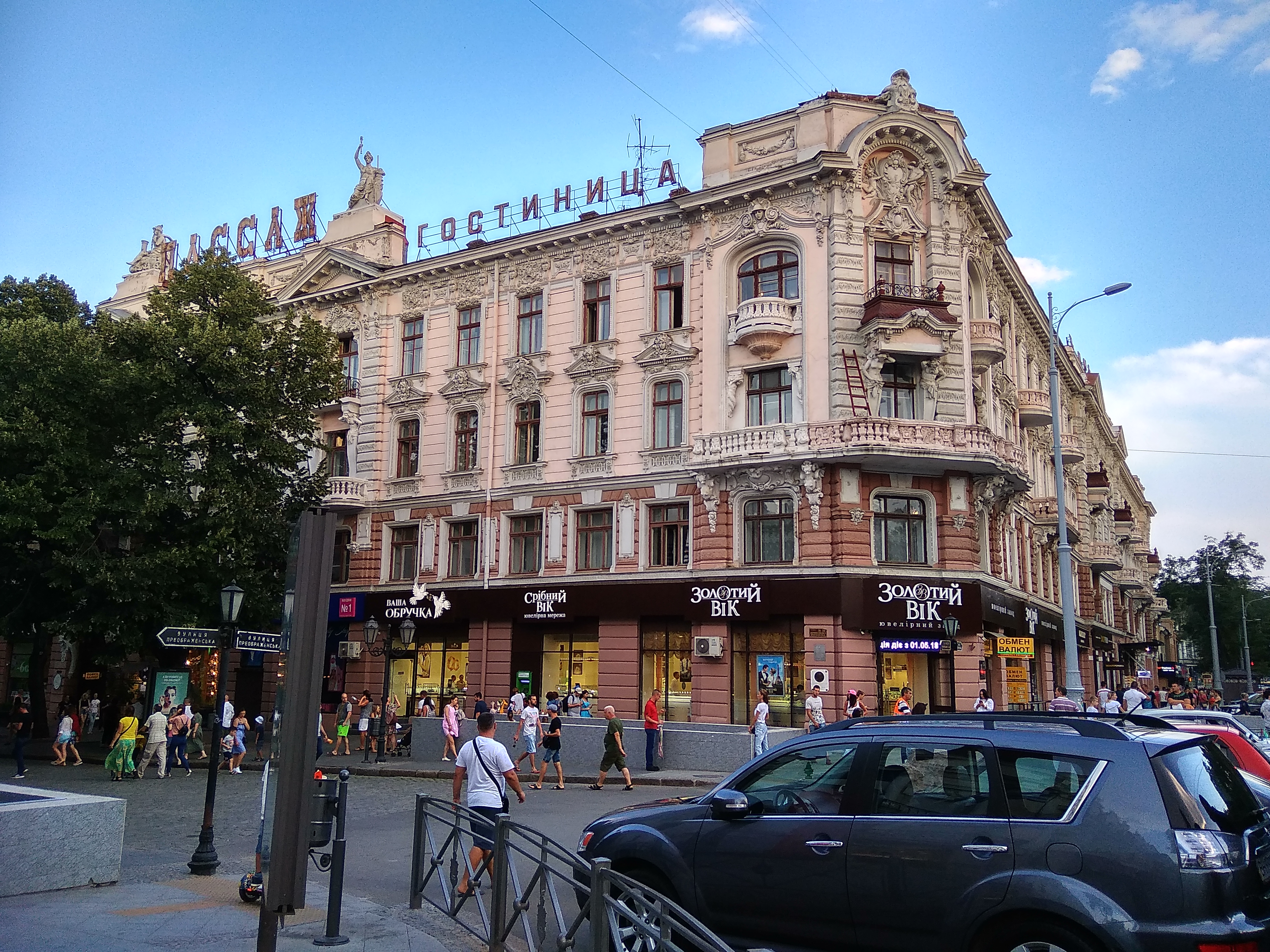
Hotelul „Pasaj”
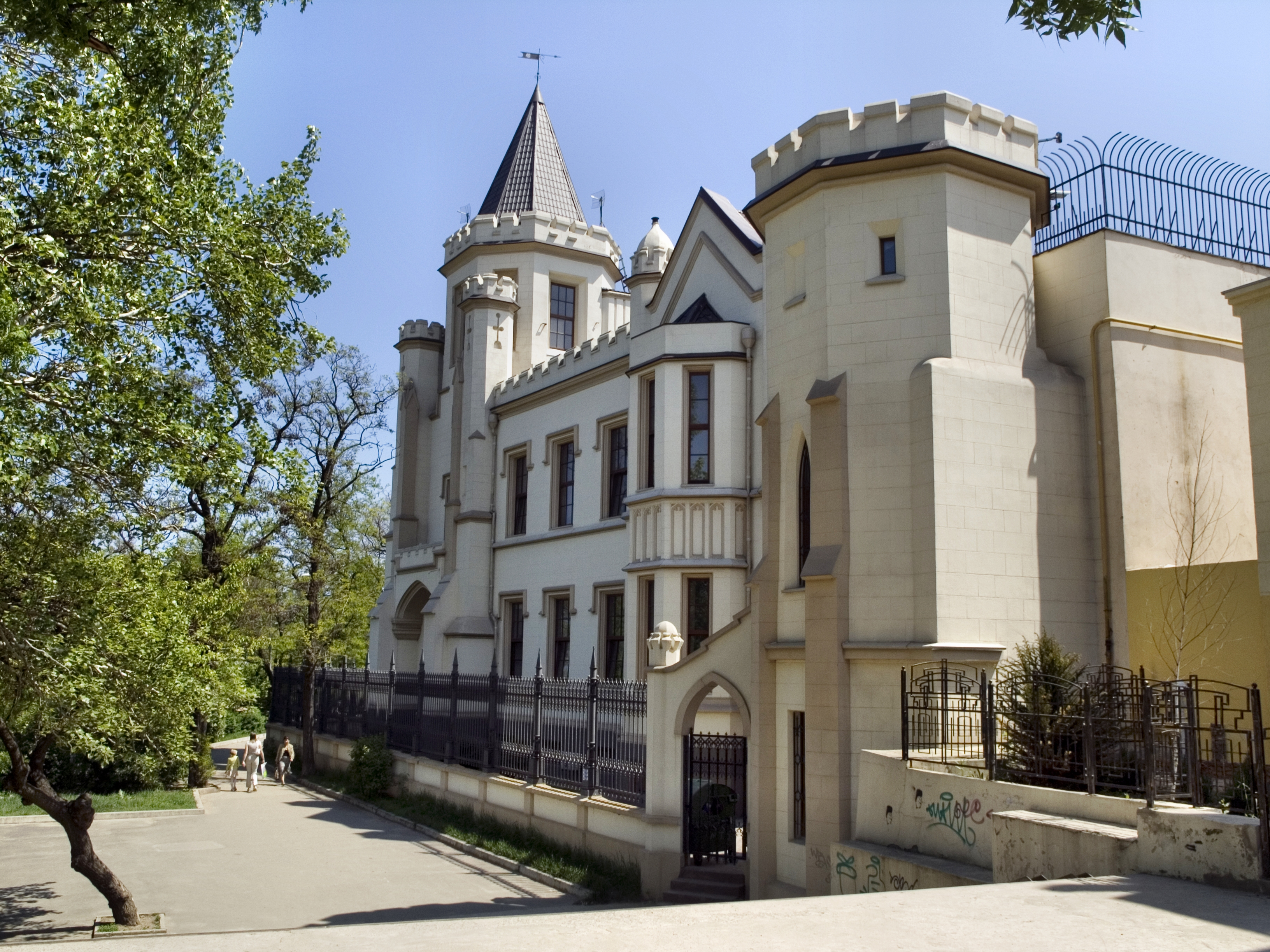
Palatul Bjozovski
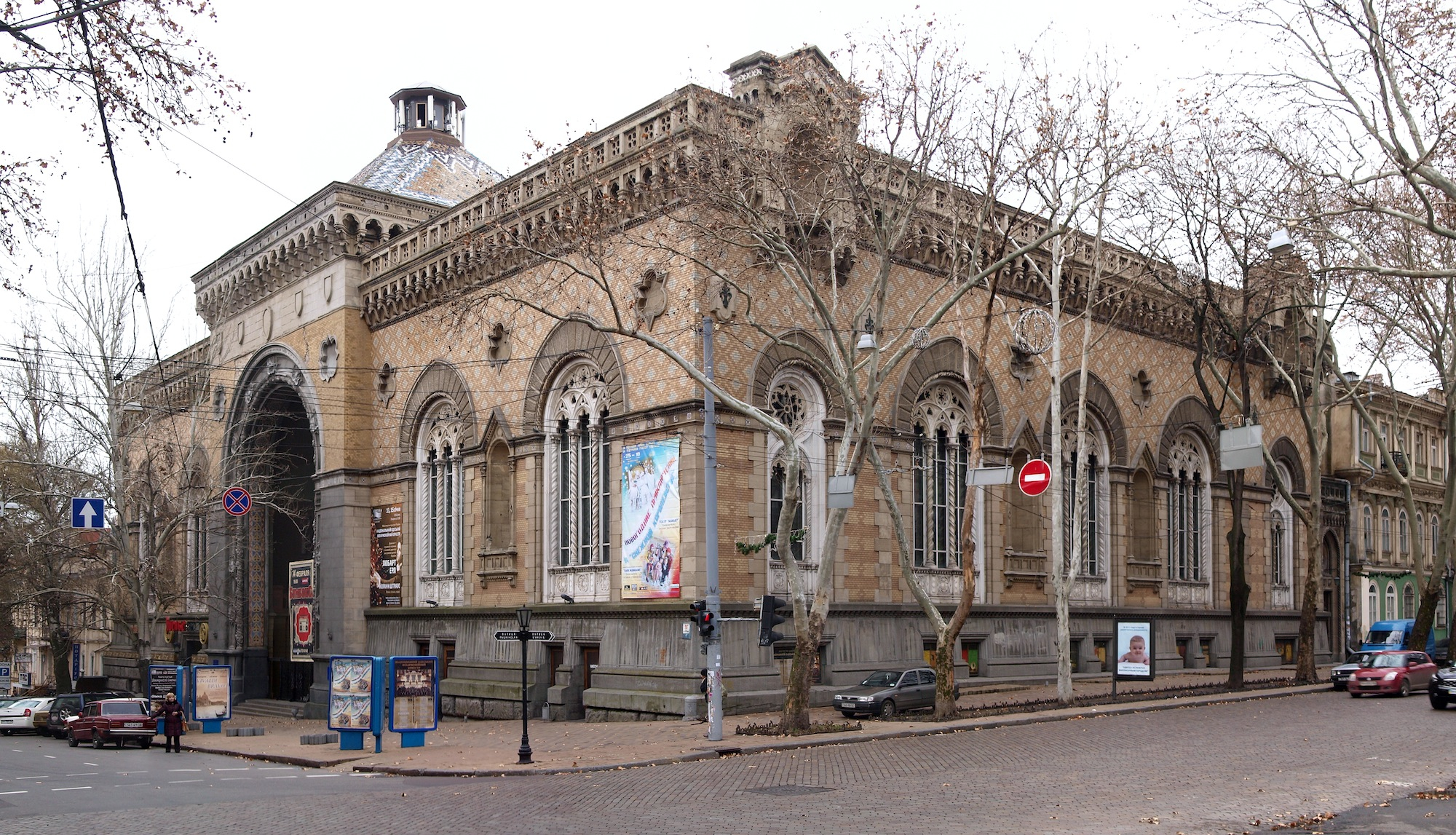
Filarmonica, fosta bursă de valori
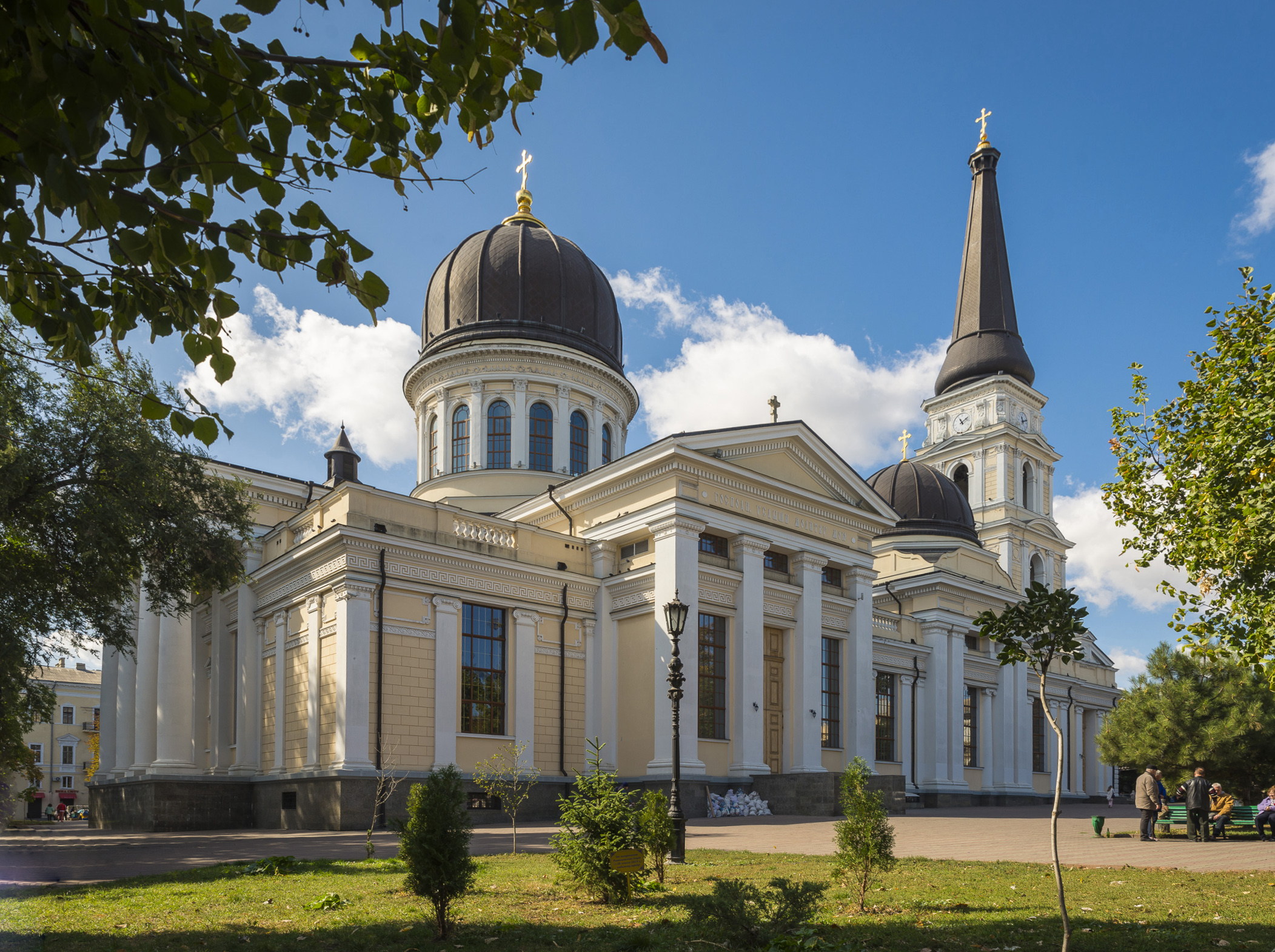
Catedrala „Schimbarea la Față”, cea mai mare catedrală ortodoxă din Odesa